# Ancita parantennata
Ancita parantennata là một loài bọ cánh cứng trong họ Cerambycidae.